# Гринокит
Гриноки́т (лат. Greenockite от имени собственного), также кадмиевая обманка или кадмиевая охра (устар.) — сравнительно редкий рудный минерал класса сульфидов, по химическому составу — сульфид кадмия координационного строения, теоретическая формула: CdS. Цвет жёлтый, оранжевый, красный. Черта блестящая, оранжево-желтая. Блеск алмазный до смолистого.  Встречается гринокит как вторичный минерал в месторождениях сфалерита и вюрцита, в которых есть примесь соединений кадмия.

## История открытия
Как выяснилось позднее, гринокит был впервые найден Брауном в Шотландии в 1810 г. и принят за сфалерит.:555
Название гринокит получил по имени лорда Гринока (1783-1859), собственника земель, на которых этот минерал был впервые обнаружен. Сам лорд Гринок был минералогом-любителем, он впервые выделил гринокит в качестве самостоятельного минерала, произвёл анализ и дал его подробное описание, впрочем, не присвоив какого-либо конкретного названия. Английские кристаллографы Брук и Коннелл в 1840 году произвели необходимые анализы, довели дело до завершения и назвали новый минерал в его честь.

## Общее описание
Формула: CdS. Содержит 78 % Cd и примесь In. Kристаллизуется в гексагональной сингонии. Изоструктурный с вюрцитом. Образует кристаллы размером 0,5—6 мм и друзы. Твердость 3—3,5. Плотность 4,9—5,0. Цвет желтый, оранжевый, красный. Черта блестящая, оранжево-желтая. Блеск алмазный до смолистого. Хрупкий. Излом раковистый. Непрозрачный или полупрозрачный, иногда прозрачный.
Гринокит изоструктурен c вюртцитом и образует с ним изоморфные ряды; известны промежуточные разности смешанных сульфидов кадмия и цинка (Zn,Cd)S. Редко образует отдельные кристаллики размером от 0,5 до 6 мм, ещё реже — друзы. Более характерны лимонно-жёлтые до оранжевых порошковатые землистые налёты и корочки на кристаллах барита, сфалерита и других близких минералов.:555
Находится в виде налетов по трещинам в зонах повторного сульфидного обогащения ряда месторождений. Встречается вместе с сфалеритом и вюрцитом, содержащими кадмий. Найден в цинково-рудных месторождениях Чехии, США, Франции, в разных местах в Шотландии.

## Генезис и месторождения

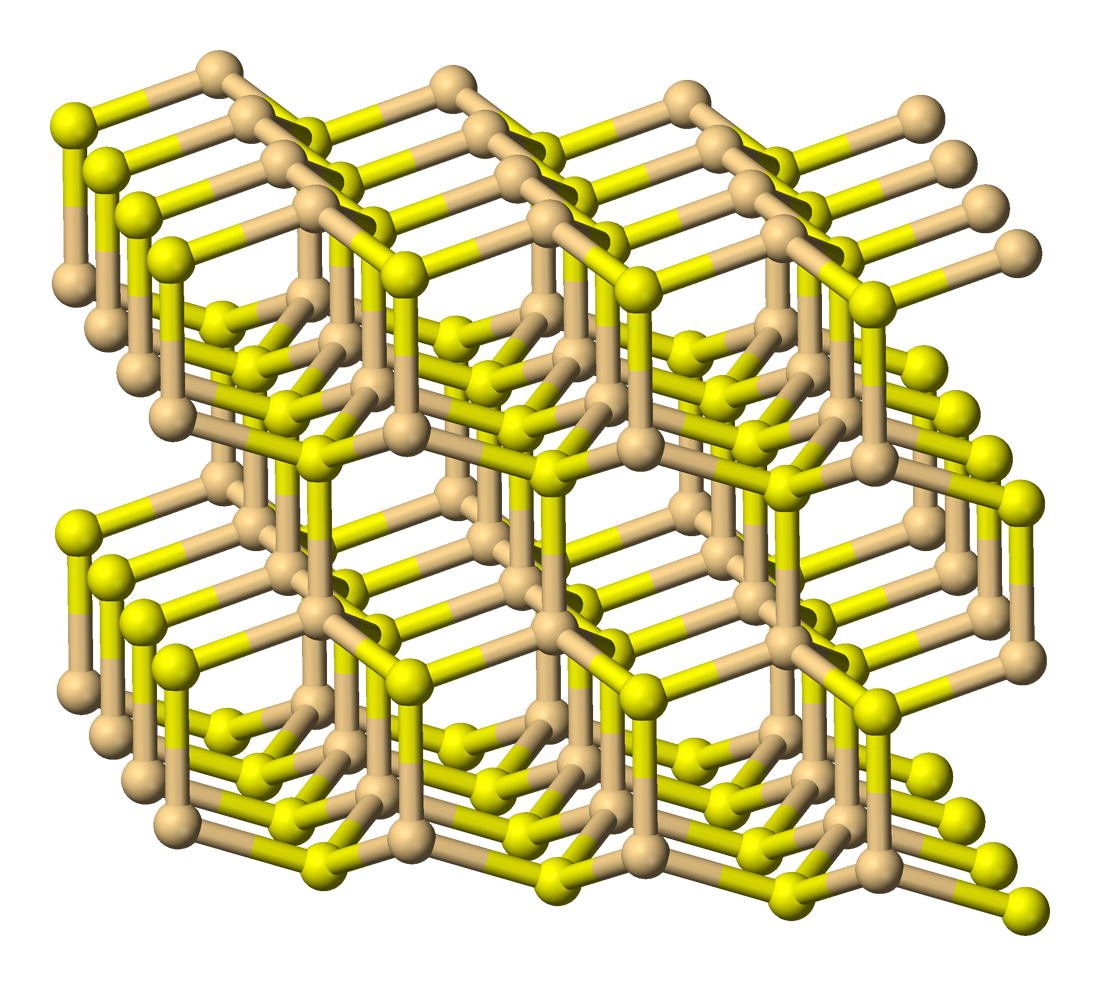
Кристаллическая структура гринокита

Гринокит кристаллизованный в хорошо сформированных многогранниках встречается очень редко и считается коллекционной минералогической редкостью. Представляя собой типичный вторичный минерал, он не образует значительных скоплений, встречается главным образом в порошковатом виде, в форме тонких плёнок, налётов или небольших землистых скоплений.:471
Кадмиевая обманка почти всегда представляет собой вторичный метаморфический продукт, образующийся при разрушении цинковых обманок, содержащих примеси кадмия. Процесс восстановления сульфата кадмия (CdSО4) до сульфида при одновременном окислении сфалеритов проходит значительно легче.:480
B малых количествах кадмиевая обманка встречается во многих полиметаллических рудах, прежде всего, медно-колчеданных и оловорудных месторождениях. Неоднократно был отмечен в миндалевидных пустотах в основных изверженных породах. Найден в виде налётов по трещинам в зонах вторичного сульфидного обогащения ряда месторождений. Из руд извлекается флотацией в коллективные сульфидные концентраты.:555